# Langoat
Langoat (bretonisch: Langoad) ist eine französische Gemeinde mit 1.161 Einwohnern (Stand: 1. Januar 2022) im Département Côtes-d’Armor in der Region Bretagne. Sie ist Teil des Arrondissements Lannion und des Kantons Tréguier. Die Bewohner bezeichnen sich selbst als Langoatais(e).

## Geografie
Langoat liegt rund 13 Kilometer östlich von Lannion. Zur Gemeinde gehören nebst dem Dorf Langoat noch zahlreiche Streusiedlungen und Einzelgehöfte innerhalb der Gemeinde. Die südliche und östliche Gemeindegrenze bildet streckenweise der Fluss Jaudy, der Fluss Guindy die nordwestliche. Ein weiteres Gewässer ist der Bach Ruisseau du Stéren. An der Ostgrenze der Gemeinde gibt es zudem noch einige Teiche.

### Nachbargemeinden
Die Gemeinde zählt insgesamt neun Nachbargemeinden. Nämlich Berhet, Cavan, Coatréven, Lanmérin, La Roche-Derrien, Mantallot, Minihy-Tréguier, Pommerit-Jaudy und Quemperven.
| Lanmérin     | Coatréven                                   | Minihy-Tréguier                 |
| Quemperven   | Kompassrose, die auf Nachbargemeinden zeigt | La Roche-Derrien Pommerit-Jaudy |
| Berhet Cavan | Mantallot                                   | Pommerit-Jaudy                  |

## Geschichte
Durch die heutige Gemeinde führten mehrere Römerstrassen. Im Jahr 1347 war der Ort Lager der Reservetruppen von Charles de Blois im Kampf gegen die Engländer. Sie hielten sich im Castel-Dû auf. Im Jahr 1839 wurde ein kleiner Teil des östlichen Gemeindegebiets an die Nachbargemeinde La Roche-Derrien abgetreten.

## Bevölkerungsentwicklung
Die Gemeinde gehörte im 18. Jahrhundert zu den bedeutenderen Orten und zählte bereits damals mehr als 2000 Einwohner. Mit Ausnahme der Volkszählungen von 1800 und 1841 wurde bis 1886 stets eine Anzahl von Bewohnern über 2000 Menschen ermittelt. Dann begann der Niedergang mit einer hohen Zahl von Abwandernden. Der Tiefpunkt wurde erst 1982 erreicht (1886–1982: −56,3 %). Seither wächst die Bevölkerung wieder erheblich (1982–2013: +27,5 %).
| 1793 | 1800 | 1806 | 1821 | 1831 | 1836 | 1841 | 1846 | 1851 | 1856 | 1861 | 1866 | 1872 | 1876 | 1881 | 1886 | 1891 | 1896 |
| ---- | ---- | ---- | ---- | ---- | ---- | ---- | ---- | ---- | ---- | ---- | ---- | ---- | ---- | ---- | ---- | ---- | ---- |
| 2307 | 1878 | 2085 | 2109 | 2140 | 2349 | 1803 | 2296 | 2385 | 2328 | 2357 | 2308 | 2219 | 2243 | 2060 | 2047 | 1955 | 1817 |

| 1901 | 1906 | 1911 | 1921 | 1926 | 1931 | 1936 | 1946 | 1954 | 1962 | 1968 | 1975 | 1982 | 1990 | 1999 | 2008 | 2013 |
| ---- | ---- | ---- | ---- | ---- | ---- | ---- | ---- | ---- | ---- | ---- | ---- | ---- | ---- | ---- | ---- | ---- |
| 1820 | 1867 | 1751 | 1575 | 1652 | 1584 | 1455 | 1246 | 1212 | 1208 | 1062 | 941  | 894  | 942  | 1057 | 1128 | 1140 |

## Sehenswürdigkeiten
Siehe auch: Liste der Monuments historiques in Langoat
- Herrenhaus von Kergaric aus dem 15. Jahrhundert
- Herrenhaus von Le Launay aus dem 15. Jahrhundert
- Herrenhaus von Traou-Rout aus dem 16. Jahrhundert
- Dorfkirche Sainte-Pompée (erbaut 1768–1778)
- Kapellen Notre-Dame du Bois (15. Jahrhundert; teilweise 1592), Saint-Pierre (18. Jahrhundert) und Sainte Aurélie (1835)
- Kalvarienberg in Kervot aus dem Jahr 1666
- Bauerngut aus dem Jahr 1773 in Le Cosquer
- Wassermühle in Vilin-Goz und 11 weitere Mühlen
- alte Schmiede

Quelle:

Sehenswürdigkeiten
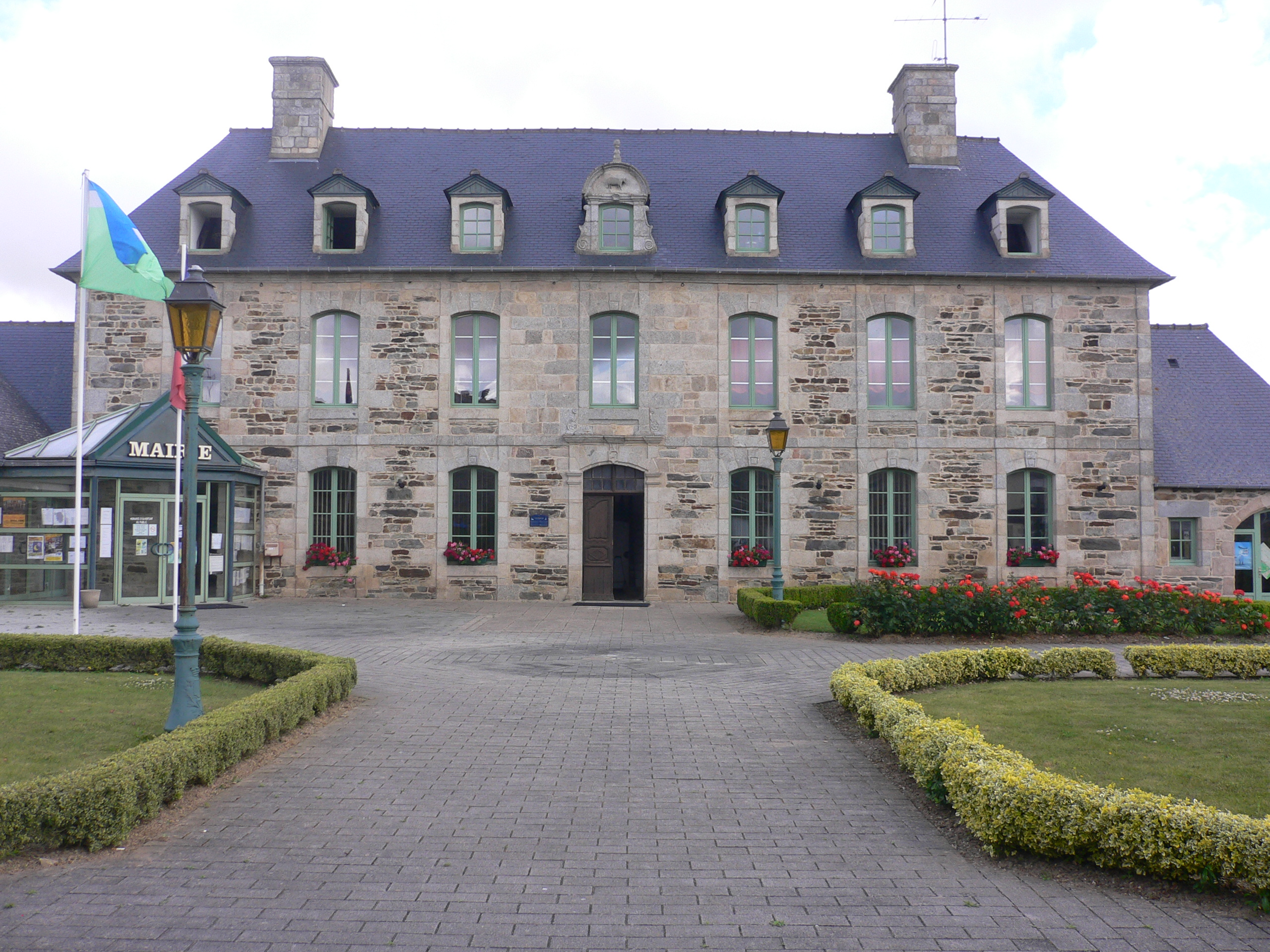
Das Rathaus (Mairie) von Langoat
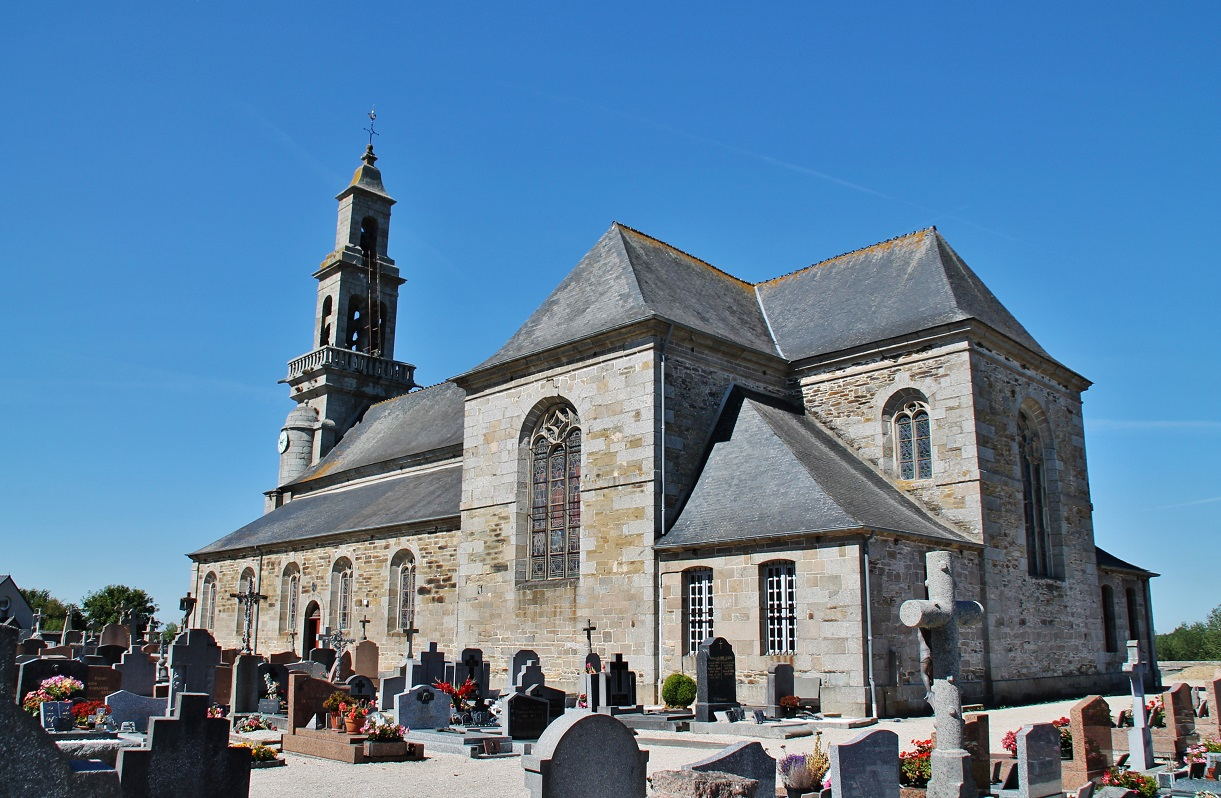
Dorfkirche Sainte-Pompée
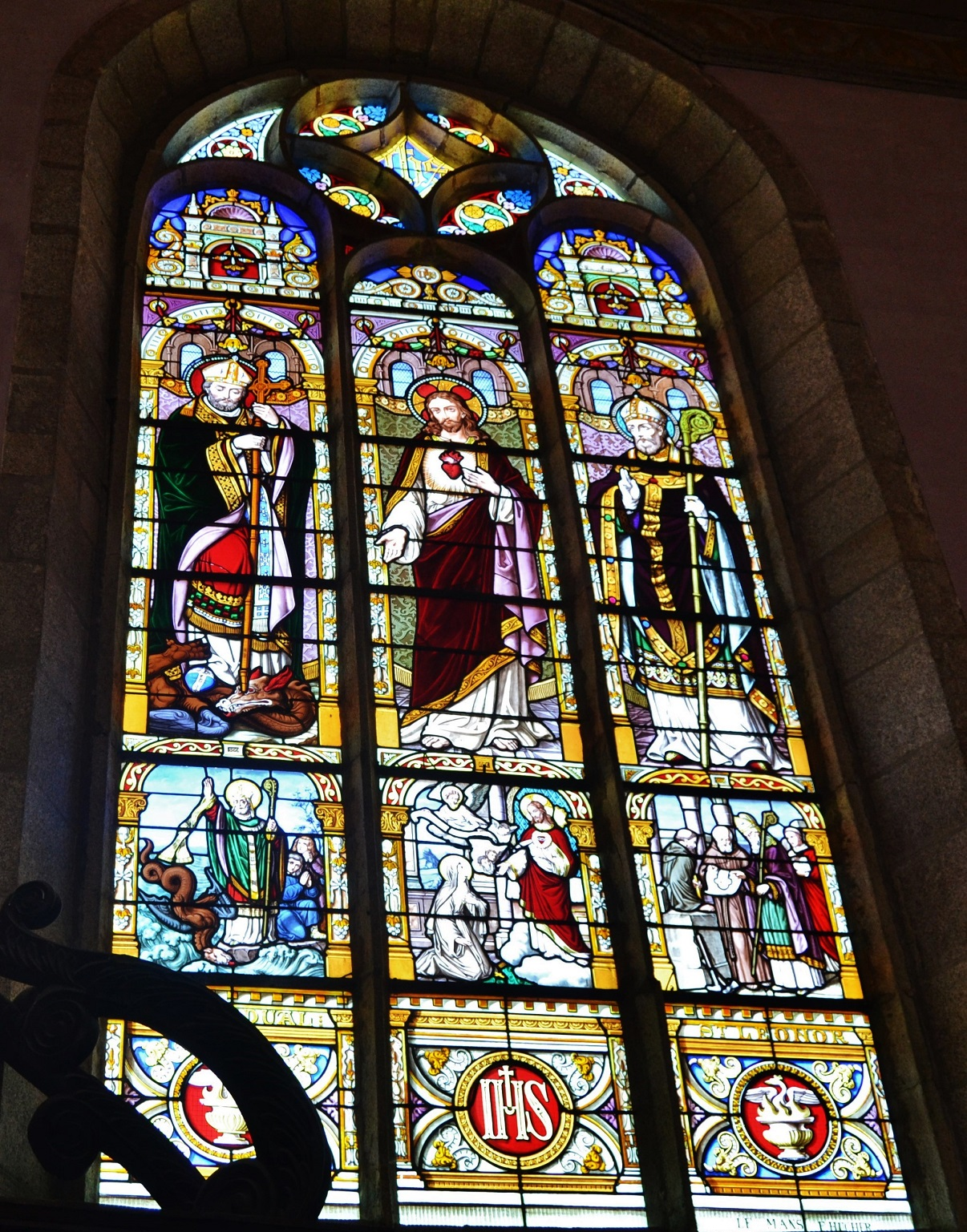
Kirchenfenster der Dorfkirche
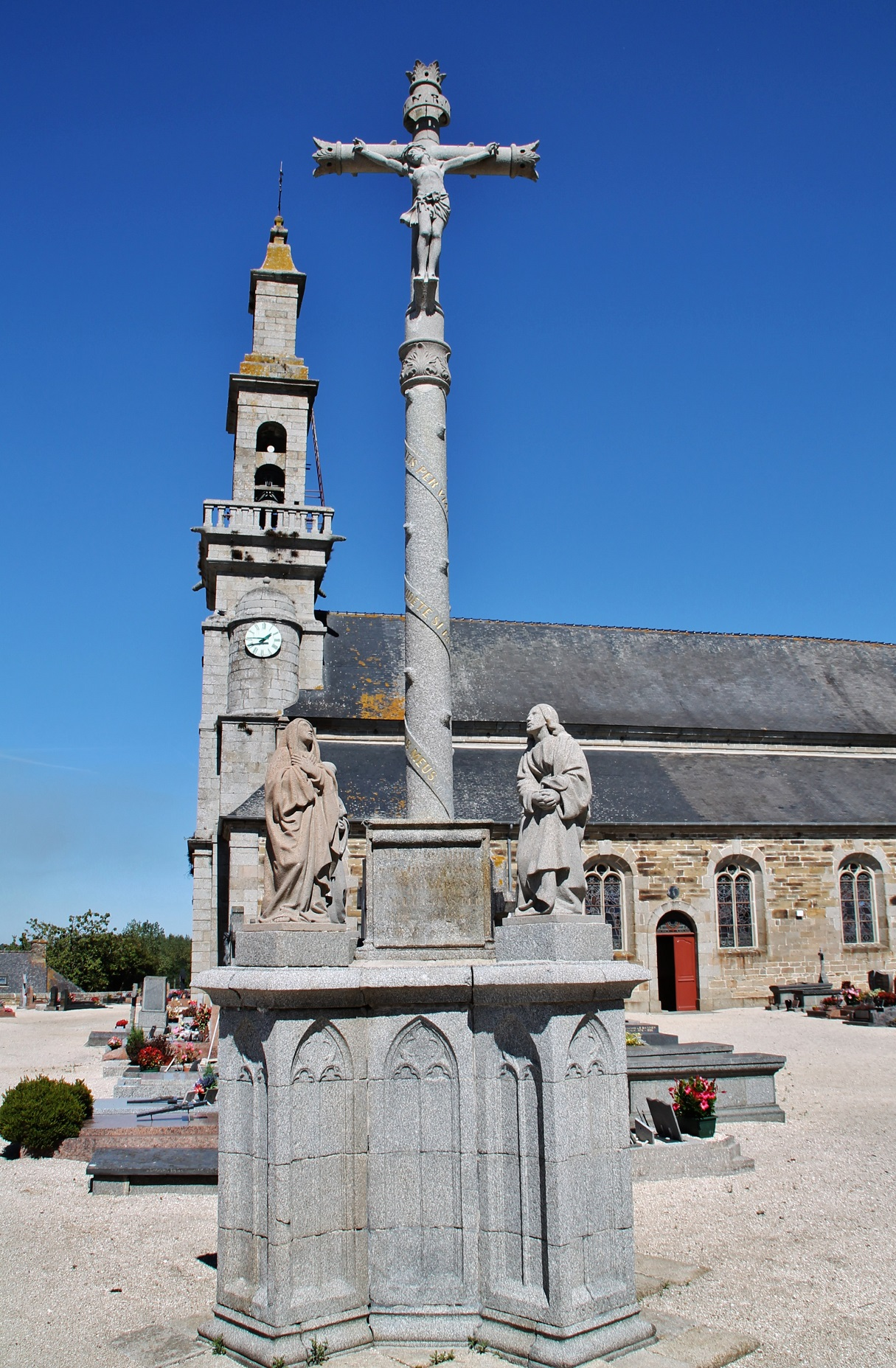
Kalvarienberg auf dem Dorffriedhof